# Malawiella
Malawiella es un género de escarabajos de la familia Buprestidae.

## Especies
- Malawiella bouyeri Curletti, 2004
- Malawiella divina (Obenberger, 1935)
- Malawiella obscuriviridis Bellamy, 1990